# Ross S. Sterling
Ross Shaw Sterling (11 de fevereiro de 1875 — 25 de março de 1949) foi o 31º governador do estado norte-americano de Texas, de 20 de janeiro de 1931 a 17 de janeiro de 1933.